# خزعة السائل
خِزْعَة السائل، والمعروفة أيضاً باسم خِزْعَة السوائل أو خِزْعَة مرحلة السوائل، هي أخذ العينات وتحليل الأنسجة البيولوجية غير الصلبة، في المقام الأول الدم. ومثل الخزعة التقليدية يُستخدم هذا النوع من التقنية أساساً كأداة تشخيص ورصد لأمراض مثل السرطان، مع فائدة إضافية من كونها غير عدوانية إلى حد كبير. لذلك، يمكن أيضًا القيام بها بشكل متكرر أكثر حيث تستطيع أن تتبع الأورام والطفرات بشكل أفضل على مدى فترة زمنية. ويمكن أيضاً أن تُستخدم للتحقق من كفاءة دواء لعلاج السرطان في غضون بضعة أسابيع عن طريق أخذ عينات خزعة سائل عديدة. قد تكون هذه التكنولوجيا مفيدة للمرضى بعد العلاج لمراقبة الانتكاس.
التنفيذ السريري لم ينتشر بعد لعلم خزعة السائل ولكنه أصبح معياراً للرعاية في بعض المناطق.

## الأنواع
هناك عدة أنواع من طرق خزعة السائل؛ ويتوقف اختيار الطريقة على الحالة التي تجري دراستها.
- في دراسات السرطان، يتم جمع خلية سرطانية منتشرة (CTCs) و/أو  الحمض النووي الريبوزي منقوص الأكسجين السرطاني الدوراني (ctDNA).[4][5][6]
- في تشخيص النوبات القلبية، يتم أخذ عينات من الخلايا البطانية (CECs).
- في اختبار ما قبل الولادة، يتم استخراج دنا جنيني من دون خلية (cffDNA) من دم الأم. ويمكن أيضا استخراج السائل السلوي وتحليله.

ويمكن دراسة مجموعة واسعة من واسم حيوي للكشف عن الأمراض الأخرى أو رصدها. على سبيل المثال، يمكن استخدام عزل بروتوبورفيرين 9 من عينات الدم كأداة تشخيصية  للتصلب العصيدي. عند دراسة الجهاز العصبي المركزي، يمكن أخذ عينات من السائل الدماغي الشوكي بدلا من الدم.

## طريقة العمل
عندما تموت خلايا الورم، فإنها تطلق الحمض النووي الريبوزي منقوص الأكسجين السرطاني الدوراني (ctDNA) في الدم. طفرات السرطان في الحمض النووي الريبوزي منقوص الأكسجين السرطاني الدوراني مرآة لتلك الموجودة في بيولوجيا الورم التقليدية، مما يسمح باستخدامها كعوامل حيوية جزيئية لتتبع المرض. ويمكن للعلماء تنقية ثم تحليل الحمض النووي الريبوزي منقوص الأكسجين السرطاني الدوراني (ctDNA) باستخدام تسلسل الجيل التالي (NGS) أو الطرق المعتمدة على تفاعل البوليميراز المتسلسل مثل البوليميراز الرقمية متسلسلة التفاعل. توفر الطرق القائمة رؤية شاملة للتركيب الجيني للسرطان، وهي مفيدة بشكل خاص في التشخيص في حين تقدم البوليميراز الرقمية متسلسلة التفاعل نهجاً أكثر استهدافاً بشكل خاص لاكتشاف الحد الأدنى من الأمراض المتبقية ومراقبة الاستجابة للعلاج وتطور الأمراض. وقد أدى التقدم الأخير في علم الأورام إلى توسيع استخدام خزعة السائل للكشف عن السرطانات في المراحل المبكرة، بما في ذلك من قبل أساليب مثل احتمال الإصابة بالسرطان في البلازما (CLiP).
يمكن لِخُزَع السائل اكتشاف التغيرات في ثِقل الورم قبل أشهر أو سنوات من إجراء اختبارات التصوير التقليدية، مما يجعلها مناسبة للكشف المبكرعن الورم ورصده والكشف عن الطّفرات المقاومة.

## التطبيق السريري
صُدّق على طريقة خلية البحث في تعداد خلايا الورم المتداولة في سرطان الثدي النَقيلِيّ، وسرطان القولون النَقيلِيّ، وسرطان البروستات النَقيلِيّ، ووافقت عليها هيئة إدارة الغذاء والدواء(FDA) باعتبارها طريقة إثباتية مفيدة.
خزعة السائل لتحليل الحمض النووي الريبوزي منقوص الأكسجين السرطاني الدوراني لسرطان الرئة الذي يحوره مستقبل عامل نمو البشرة وافقت عليها إدارة الاغذية والعقاقير(FDA).